# Língua geográfica

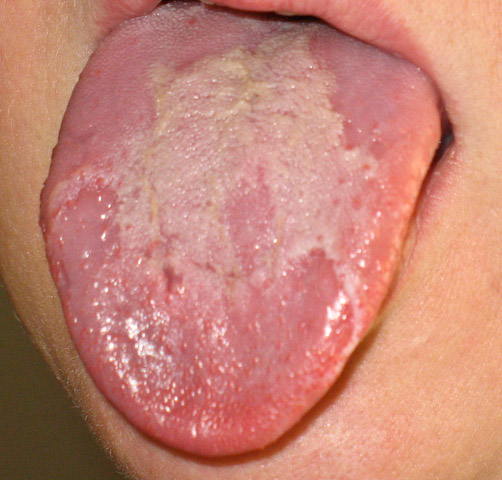
Língua geográfica, apresentando forte contraste entre as cores vermelha e branca.

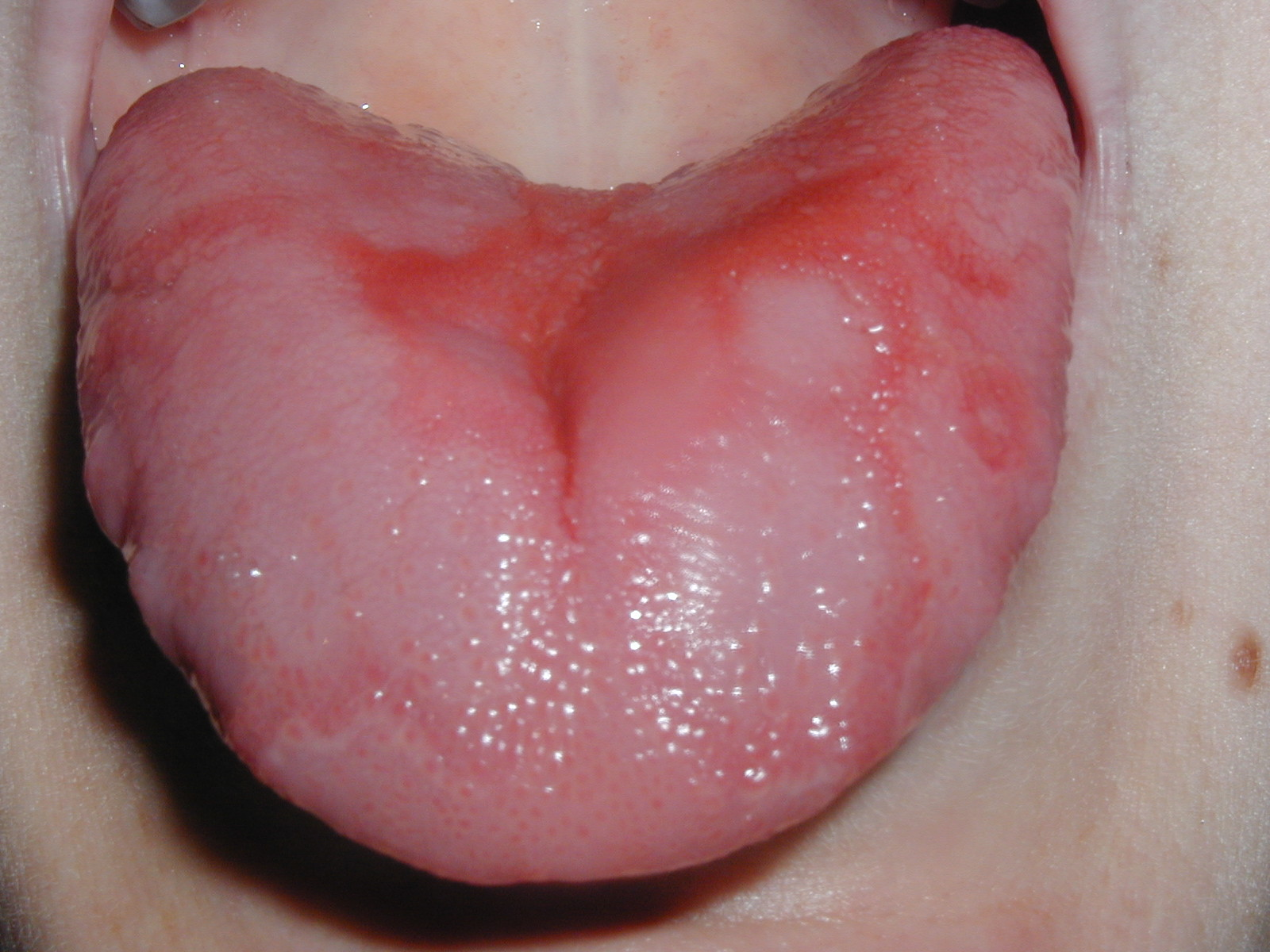

Língua geográfica, também conhecida como glossite migratória benigna, é uma condição inflamatória que afecta a língua. Os nomes coloquiais devem-se ao fato de as línguas afetadas lembrarem os aspectos de um mapa.
A parte superior da língua é coberta por pequenas saliências chamadas papilas. Na superfície de uma língua afetada por essa condição, surgem manchas vermelhas cercadas por destaques em relevo de cor acizentada-branca. As pequenas manchas podem desaparecer e reaparecer em um curto período de tempo (horas ou dias), e variar em formato e tamanho. Embora geralmente não cause dor, pode causar sensação de queimação ou ardor, especialmente após o contato com certos alimentos, especialmente picantes e cítricos. Esta condição inflamatória pode também causar dormência, e ainda a coexistência de fissuras na língua. Compostos químicos, como enxaguantes bucais e clareadores de dentes podem agravar a condição.